# Крвопролиће (филм)
Крвопролиће (енгл. Carnage) је филмска комедија из 2011. године, у режији Романа Поланског, по позоришном комаду Le Dieu du carnage Јасмине Резе. Сценарио потписују Полански и Реза. Произведен је у међународној копродукцији између Немачке, Пољске, Француске и Шпаније. Главне улоге глуме: Џоди Фостер, Кејт Винслет, Кристоф Валц и Џон Рајли. У овој комедији непоразума, две групе родитеља покушавају да реше ситуацију на цивилизован начин док њихове идиосинкразије избијају на површину.
Премијерно је приказан 1. септембра 2011. године на Филмском фестивалу у Венецији, где се такмичио за Златног лава. У биоскопе је пуштен 18. новембра 2011. године. Добио је позитивне рецензије критичара, уз посебне похвале за глуму Фостерове и Винслетове, те режију Поланског. Њих две су такође номиноване за Златни глобус за најбољу главну глумицу у играном филму (мјузикл или комедија).

## Радња
Десио се уобичајен, али ништа мање шокантан инцидент. Двоје деце, узраста око 11 година, потукла су се у локалном парку. Јачи дечак, наоружан мотком, повредио је другог. Родитељи „жртве” позвали су родитеље „насилника” у свој стан да то реше. Свађа се наставља све док свако од њих не открије све што лежи испод површине. Ситуација је урнебесна, откачена и једноставно очајна. Тог дана, за који ће се испоставити да је најгори дан у њиховом животу, откривају се фундаменталне разлике између четворо људи.

## Улоге
| Глумац         | Улога               |
| -------------- | ------------------- |
| Џоди Фостер    | Пенелопи Лонгстрит  |
| Кејт Винслет   | Ненси Кауан         |
| Кристоф Валц   | Алан Кауан          |
| Џон Рајли      | Мајкл Лонгстрит     |
| Елвис Полански | Закари Кауан        |
| Елиот Бергер   | Итан Лонгстрит      |
| Џули Адамс     | Аланова секретарица |
| Роман Полански | комшија             |